# لادانیوا
لادانیوا (ارمنی: Լադանիվա؛ فرانسوی: Ladaniva‎) یک گروه موسیقی ارمنی-فرانسوی است که در اکتبر ۲۰۱۹ تشکیل شده‌است و شامل خواننده ارمنی، ژاکلین باغداساریان (Jacqueline Baghdasaryan) و چندساز نواز فرانسوی، لوئی توماس (Louis Thomas) می‌باشد. این گروه به نمایندگی از ارمنستان در جوایز انگلیسی: Music Moves Europe Awards 2022 حضور خواهد یافت که در ۲۰ ژانویه ۲۰۲۲ در ESNS در خرونینگن، هلند برگزار شد 
آن‌ها نماینده ارمنستان در یوروویژن ۲۰۲۴ بودند.

## تک‌ترانه‌ها
- Vay Aman
- Kef Chilini
- Zepyuri nman
- Oror
- Saraiman